# 4 a.C.
Il 4 a.C. (IV a.C. in numeri romani) è un anno  del I secolo a.C.

## Eventi
- Erode il Grande scopre la congiura del figlio Antipatro, che mette a morte; successivamente condanna per coinvolgimento nella congiura anche la moglie Mariamne.
- La morte di Erode il Grande, re di Giudea, avvenuta durante quest'anno, è la dimostrazione di come Gesù non sia potuto nascere nell'anno 1 d.C. come calcolò erroneamente Dionigi il Piccolo.
- Erode Archelao ed Erode Antipa, figli di Erode il Grande, si recano a Roma da Augusto per farsi confermare i titoli regali. Durante la permanenza muore la loro madre, Maltace.

## Nati
- Lucio Anneo Seneca, filosofo, drammaturgo e politico romano († 65)

## Morti
- Antipatro, principe
- Maltace, sovrana
- Marco Tullio Tirone, scrittore romano (n. 103 a.C.)